# حاج بوديله
حاج بوديله (بالإنجليزية: Hadj Boudella)‏ (و. 1965 – م) أحد المعتقلين في معتقل غوانتانامو، هو بوسني جزائري، اُعتقل من قِبل الولايات المتحدة في معسكرات الاعتقال غوانتانامو في كوبا، في 16 ديسمبر 2008، تم الإفراج عنه مع اثنين أخرين، وعادوا إلى البوسنة بعد تبرئتهم.

## إطلاق سراحه
في 16 ديسمبر 2008 تم إطلاق سراح مصطفى خضر، وحاج بوديله، ومحمد نيشل، وعادوا إلى البوسنة. 
وفي 3 مارس 2009, قالت صحيفة الخبر أن إدارة بوش أجبرت المعتقلين الثلاثة على التوقيع على تعهدات بأنهم لن يقاضوا الحكومة الأمريكية قبل إطلاق سراحهم.